# Kleinkuppenlandschaft
Als Kleinkuppenlandschaft bezeichnet man eine seltene geomorphologische Landschaftsform. Sie zeigt sich in dem auf engem Raum vorhandenen Wechsel von meist gehölzbestandenen Vollformen (Kleinkuppen und Flachrücken mit teilweise durchragender Felsbasis aus Syenodiorit) mit flachen bis wannenartigen, überwiegend landwirtschaftlich genutzten Hohlformen und einer „Kuppenfrequenz“ von mehr als 3 Kuppen pro km². Diese zahlreich vorhandenen bewaldeten Kleinkuppen, Einzelgehölze und Gebüsche, Teiche und Tümpel mit typischer, teils unter Artenschutz stehender Flora und Fauna im Wechsel mit Acker- und Wiesenflächen prägen und gliedern das Landschaftsbild.
Für Mitteleuropa sind diese Gefildelandschaften in ihrer Kleinräumigkeit einmalig und begründen damit ihre überregionale Bedeutung. Von den Erhebungen aus eröffnen sich interessante Aussichten in eine harmonisch wirkende Kulturlandschaft.

## Südschwedische Kleinkuppenlandschaft
Die „südschwedische Kleinkuppenlandschaft“ wurde von dem Chemiker und Mineralogen Nils Gabriel Sefström beschrieben, als er in der Nähe Dresdens (siehe unten) ein gleichartiges Gebiet entdeckte und mit seiner Heimat verglich. Die geomorphologischen Bildungsprozesse und die darauf fußende Entwicklung der Kulturlandschaft sind überraschend identisch. Wenngleich unterschiedliche Eiszeiten „am Werke“ waren, sind doch sehr ähnliche Ausräumungslandschaften kleinräumiger Art entstanden.

## Moritzburger Kleinkuppenlandschaft

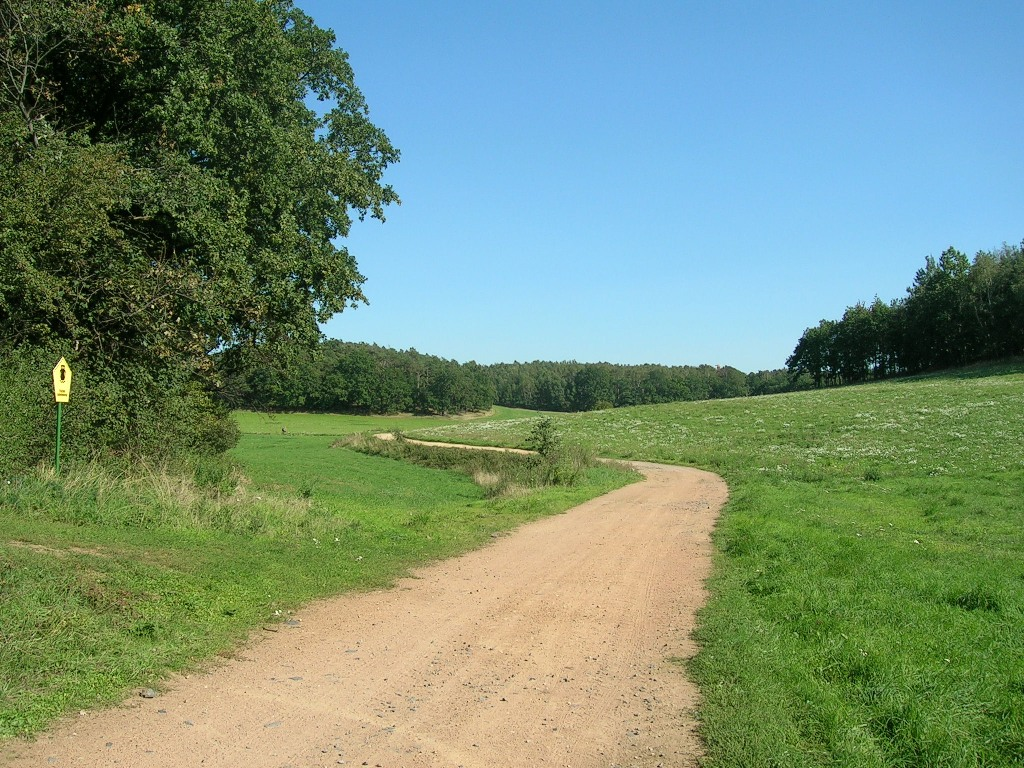
Moritzburger Kleinkuppenlandschaft bei Volkersdorf (Radeburg)

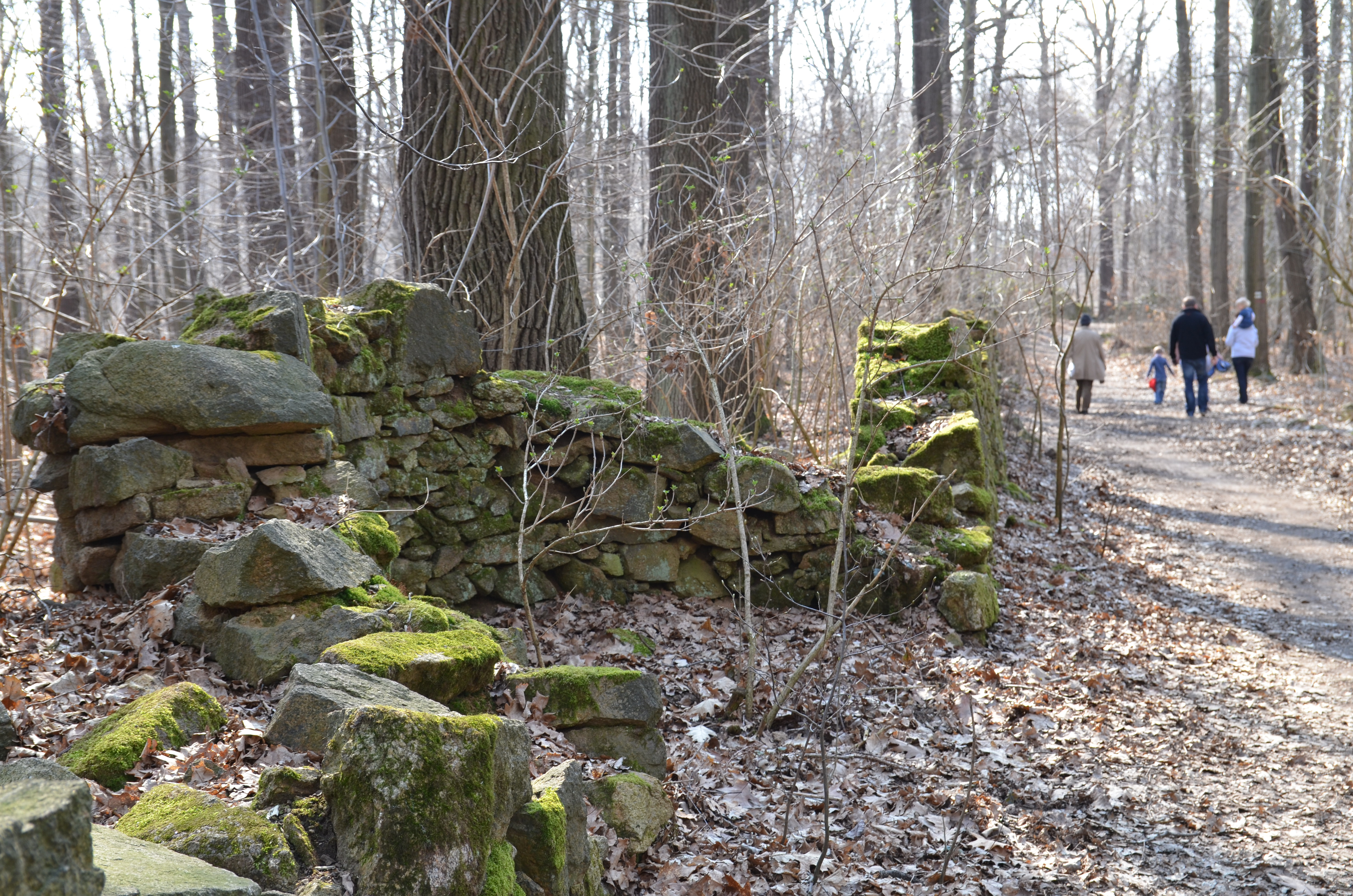
Historische Trockensteinmauerreste bei Moritzburg (2010)

Die „Moritzburger Kleinkuppenlandschaft“ befindet sich nördlich von Dresden, zum überwiegenden Teil auf den Territorien der Gemeinde Moritzburg und der Stadt Radeburg. Sie nimmt eine Fläche von gut 70 km² ein, wobei die knappe Hälfte zum Landschaftsschutzgebiet „Friedewald und Moritzburger Teichgebiet“ gehört, ein Drittel zum erst 1998 festgesetzten Landschaftsschutzgebiet „Moritzburger Kleinkuppenlandschaft“ und zum Landschaftsschutzgebiet „Wilschdorfer Sandhügelland“. Der Rest ist bebaute oder wirtschaftlich genutzte Fläche. Die geomorphologischen Besonderheiten haben im nicht waldwirtschaftlich genutzten Teil die Nivellierung der Kulturlandschaft durch Großfelderwirtschaft (wie sie besonders seit den 1960er Jahren in der Landwirtschaft prägend war) verhindert. Historische Kulturlandschaft ist uns deshalb hier geblieben, mit typischen Ackerterrassen, Hohlwegen, Trockenmauern, Steinrücken, kleinen Teichen und Tümpeln.
Die Moritzburger Kleinkuppenlandschaft steht damit zu Unrecht im Schatten von Osterzgebirge und Sächsischer Schweiz. 1962 schrieb der Dresdner Geograph Prof. Dr. Neef, dass diese kostbare Landschaft aus geomorphologischer Sicht einmalig in Mitteleuropa ist. Eine derartige eiszeitliche Ausräumungslandschaft kleinräumiger Art ist nur noch in Südschweden zu finden.
Die Kleinkuppenlandschaft ist durch eine besonders große Dichte von Flächennaturdenkmalen gekennzeichnet. Auch eine Flora und Fauna konnte hier überleben, die sonst in weiten Teilen Deutschlands verdrängt ist. So stellt das Gebiet z. B. ein Dichtezentrum von Weißstorch, Ortolan, Kiebitz und Neuntöter in der Region dar. Botanisch ist auf das Vorkommen von mehr als 50 gefährdeten Pflanzenarten der Roten Liste Sachsens und auf seltene Pflanzengesellschaften zu verweisen. Teile des Landschaftsschutzgebiets „Moritzburger Kleinkuppenlandschaft“ wurden 2004 als Besonderes Schutzgebiet (Special protection area = Europäisches Vogelschutzgebiet) ausgewiesen.
Die Intensivierung der landwirtschaftlichen Nutzung seit 1990 verschlechtert auch in der Moritzburger Kleinkuppenlandschaft zunehmend die Lebens- und Erholungsqualität für die Bevölkerung und die Lebensgrundlagen für heimische Tiere und Pflanzen. Insbesondere der verstärkte Anbau von Mais und Raps führte in den letzten Jahren zu einer Verringerung der Artenvielfalt. Doch Pestizide werden selbst in Vogelschutzgebieten legal eingesetzt. Das Rebhuhn beispielsweise ist bereits seit 2008 verschwunden.

## Rossendorfer Kleinkuppenlandschaft
Die „Rossendorfer Kleinkuppenlandschaft“ befindet sich im Bereich des Ortsteiles Rossendorf im Osten von Dresden, genau genommen zwischen dem Ortsteil Schönfeld-Weißig und der Gemeinde Dürrröhrsdorf-Dittersbach, Ortsteil Wilschdorf  . Es nimmt eine Fläche von knapp 10 km² ein.